# Alexandra von Hannover und Cumberland

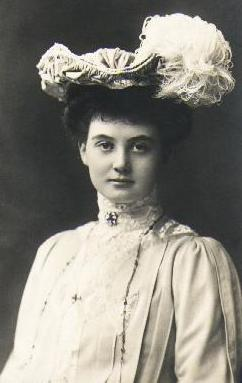
Großherzogin Alexandra

Prinzessin Alexandra von Hannover und Cumberland, vollständiger Name Alexandra Louise Marie Olga Elisabeth Therese Vera von Hannover und Cumberland (* 29. September 1882 auf Schloss Ort in Gmunden; † 30. August 1963 auf Schloss Glücksburg in Glücksburg) war ein Mitglied aus dem Haus Hannover und durch Heirat die letzte Großherzogin von Mecklenburg-Schwerin.

## Leben
Alexandra war die zweite Tochter von sechs Kindern des Duke of Cumberland und letzten Kronprinzen des Königreichs Hannover, Ernst August von Hannover (1845–1923) (1845–1923), und seiner Gemahlin der Prinzessin Thyra von Dänemark (1853–1933), die jüngste Tochter von König Christian IX. von Dänemark.

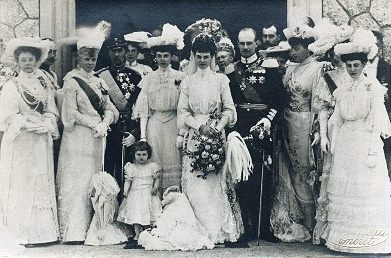
Hochzeitsbild, 1904

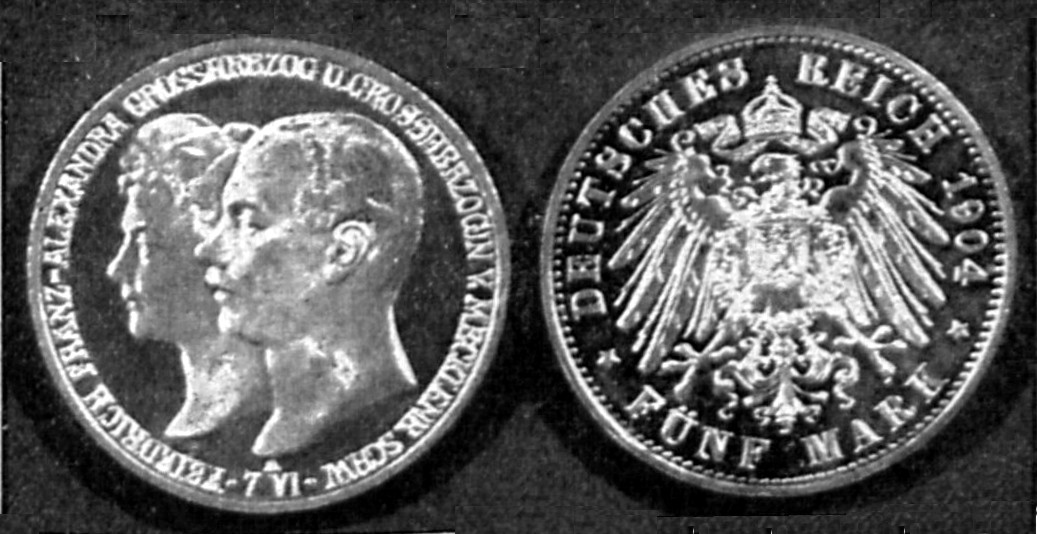
5-Mark-Münze zur Hochzeit

Zusammen mit ihren Geschwistern wuchs sie im österreichischen Exil Gmunden auf. Bei einem der vielen Familientreffen lernte sie ihren späteren Gatten kennen. Am 7. Juni 1904 heiratete sie auf Schloss Cumberland in Gmunden den Erbgroßherzog Friedrich Franz IV. von Mecklenburg-Schwerin (1882–1945), den einzigen Sohn des Großherzogs Friedrich Franz III. und der Großfürstin Anastasia Michailowna von Russland.
Anlässlich der Hochzeit von 1904 hat die Mecklenburgische Regierung neue Zwei- und Fünfmarkstücke schlagen lassen und in Verkehr gebracht. Auf der Vorderseite ist neben ihren Köpfen die Umschrift: „Friedrich Franz - Alexandra Großherzog und Großherzogin von Mecklenburg-Schwerin 7. VI.“ Die Rückseite zeigt den bekannten Reichsadler.
Aus der gemeinsamen Verbindung gingen fünf Kinder hervor:
- Friedrich Franz (1910–2001), Erbgroßherzog von Mecklenburg

⚭ 1941 Karin Elisabeth von Schaper (1920–2012)
- Christian Ludwig (1912–1996), Herzog von Mecklenburg

⚭ 1954 Barbara Prinzessin von Preußen (1920–1994)
- Olga (1916–1917), Herzogin von Mecklenburg
- Thyra Anastasia Alexandrine (1919–1981)
- Anastasia Alexandrine Cecilie (1922–1979)

⚭ 1943 Friedrich Ferdinand zu Schleswig-Holstein-Sonderburg-Glücksburg (1913–1989)
Aufgrund des frühen Todes ihrer Tochter Olga, die mit nur sechs Wochen verstarb, wandte sich die Großherzogin ab 1917 der Verbesserung der medizinischen Versorgung von Kindern zu. Zu diesem Zweck wurde die „Olga-Stiftung“ gegründet, die Mittel für einen „Landesausschuß für Säuglings- und Kleinkinderfürsorge“ aufbrachte. Der Ausschuss, der unter der Schirmherrschaft der Großherzogin stand, wurde nach ihr auch „Alexandrawerk“ benannt. Das Alexandrawerk, das der Diakonie nahestand, setzte sich u. a. für die verstärkte Ausbildung von Säuglingsschwestern und Nachsorgehebammen ein und errichtete in Schwerin-Ostorf 1919 ein Säuglingsheim.
Alexandra war mit der jüngeren Schwester ihres Mannes, Kronprinzessin Cecilie (1886–1954), der Frau des letzten deutschen Kronprinzen, lebenslang eng befreundet. Zugleich war sie auch durch ihren jüngeren Bruder Ernst August (1887–1953), den letzten regierenden Herzog von Braunschweig, der 1913 Prinzessin Viktoria Luise von Preußen heiratete, die einzige Tochter von Kaiser Wilhelm II., mit dem Kaiserhaus Hohenzollern verschwägert.

## Name in verschiedenen Lebensphasen
- 1882–1904 Ihre Königliche Hoheit Prinzessin Alexandra von Hannover und Cumberland, Prinzessin von Großbritannien und Irland
- 1884–1904 Ihre Königliche Hoheit Prinzessin Alexandra von Hannover und Cumberland, Prinzessin von Großbritannien und Irland, Herzogin von Braunschweig-Lüneburg
- 1904–1918 Ihre Königliche Hoheit Großherzogin Alexandra von Mecklenburg-Schwerin
- 1918–1963 Alexandra Großherzogin von Mecklenburg